# 望仙桥35号民宅
望仙桥35号民宅，系赵世炎（1901-1927）祖居，位于中国江西省抚州市南丰县琴城镇古城望仙桥35号。赵世炎祖籍江西南丰，祖父母赵从善、陆碧莲由南丰县望仙桥35号迁居四川省酉阳县龙潭镇。

## 保护
望仙桥35号民宅为南丰县文物保护单位，编号361023-5-3-021。